# Win Mg Tin
Win Mg Tin es un deportista birmano que compitió en atletismo adaptado. Ganó una medalla de bronce en los Juegos Paralímpicos de Toronto 1976 en la prueba de 100 m (clase C).

## Palmarés internacional
| Juegos Paralímpicos | Juegos Paralímpicos | Juegos Paralímpicos | Juegos Paralímpicos |
| Año                 | Lugar               | Medalla             | Prueba              |
| ------------------- | ------------------- | ------------------- | ------------------- |
| 1976                | Toronto (Canadá)    | Medalla de bronce   | 100 m C             |